# Lista monarhilor englezi

Blazonul englez al Regatului Angliei, 1558–1603

Monarhia Regatului Angliei începe odată cu Alfred cel Mare și se încheie cu Regina Ana, care devenea regina Marii Britanii în 1707, atunci când Anglia se unea cu Scoția.
Erau necesare argumente pentru cei câțiva regi care susțineau că dețin controlul vechiului regat anglo-saxon, pentru a fi considerat primul rege al Angliei. Spre exemplu, Offa, regele de Mercia și Egbert, rege de Wessex, sunt uneori descriși ca regi ai Angliei de către scriitorii populari, însă nu și de către istorici. La sfârșitul secolului al VIII-lea, Offa a obținut o poziție dominantă în sudul Angliei, însă nu a supraviețuit, murind în 796. În 829, Egbert a cucerit Mercia, însă și-a pierdut curând controlul asupra ei.
Spre sfârșitul secolului al IX-lea, Wessex domina regatul anglo-saxon. Regele Alfred cel Mare era suveran al Merciei de vest și a folosit titlu de Rege al Angliei și al Saxonilor, însă nu a domnit niciodată peste partea estică și nordică a Angliei, pe atunci regiunea Danelaw. Fiul său, Eduard cel Bătrân a cucerit estul Danelaw, dar fiul lui Eduard, Athelstan a devenit primul rege care să unifice întrega Anglie, atunci când a cucerit Northumbria în 927, fiind considerat de unii istorici ca primul rege al Angliei.
Principatului Țării Galilor a fost încorporat în Regatul Angliei sub Statutul Rhuddlan în 1284 și în 1301 regele Eduard I al Angliei l-a investit pe fiul său mai mare, viitorul rege Eduard al II-lea al Angliei, ca Prinț de Wales. Din acel moment, cu excepția regelui Eduard al III-lea al Angliei, cei mai mari fii ai tuturor monarhilor englezi au purtat acest titlu. După moartea reginei Elisabeta I a Angliei care nu a avut moștenitori, în 1603 coroanele Angliei și Scoției s-au unit, iar regele Iacob al VI-lea al Scoției devenea Iacob I al Angliei. Prin proclamarea regală, Iacob se intitula Rege al Marii Britanii, însă acest regat nu avea să se creeze până în anul 1707, atunci când Anglia se unea cu Scoția, pentru a forma noul Regat al Marii Britanii și care avea să se încadreze sub domnia reginei Anna a Marii Britanii.

## Casa de Wessex
| Nume                                                   | Portret                          | Naștere                                           | Căsătorie                                                   | Deces                      |
| ------------------------------------------------------ | -------------------------------- | ------------------------------------------------- | ----------------------------------------------------------- | -------------------------- |
| Alfred cel Mare (Ælfrēd; Ælfrǣd) 880s–899              | Statuia lui Alfred în Winchester | 849 Fiul lui Æthelwulf (rege de Wessex) și Osburh | Ealhswith 868 5 copii                                       | 26 octombrie 899 50 de ani |
| Eduard cel Bătrân Eadweard cyning 26 octombrie 899–924 |                                  | c. 874–877 Fiul lui Alfred și Ealhswith           | (1) Ecgwynn 2 copii (2) Ælfflæd 8 copii (3) Eadgifu 4 copii | 17 iulie 924 46–50 de ani  |

Pretendenți disputați
Există unele dovezi cum că Ethelweard de Wessex e posibil să fi fost rege timp de patru săptămâni, în anul 924, între domnia tatălui său Eduard cel Bătrân și a fratelui său Athelstan, deși nu a fost încoronat. Totuși acest lucru nu este acceptat de către toți istoricii. De asemenea, nu este clar dacă Ethelweard a fost declarat rege al întregului regat sau doar în Wessex. Există dovezi că atunci când Eduard a murit, Ethelweard a fost declarat rege în Wessex și Athelstan în Mercia.
| Nume                                                                               | Portret | Naștere                                                              | Căsătorie                                                                    | Deces                                                        |
| ---------------------------------------------------------------------------------- | ------- | -------------------------------------------------------------------- | ---------------------------------------------------------------------------- | ------------------------------------------------------------ |
| Ethelweard iulie–august 924                                                        |         | fiul lui Eduard cel Bătrân și Ælfflæd                                | Necăsătorit? nu a avut copii                                                 | 3 august 924 23 de ani Înmormântat la Winchester             |
| Athelstan (Æþelstan) 924–939 Regele Anglo-Saxonilor 924-927 Regele Angliei 927-939 |         | 895 Fiul lui Eduard cel Bătrân și Ecgwynn                            | Necăsătorit                                                                  | 27 octombrie 939 44 de ani                                   |
| Edmund Magnificul (Eadmund) 28 octombrie 939–946                                   |         | c. 921 Fiul lui Eduard cel Bătrân și Eadgifu de Kent                 | (1) Ælfgifu de Shaftesbury 2 copii (2) Æthelflæd de Damerham nu a avut copii | 26 mai 946 Pucklechurch 25 de ani (Omorât într-o încăierare) |
| Eadred al Angliei (Eadred) 27 mai 946–955                                          |         | c. 923 Fiul lui Eduard cel Bătrân și Eadgifu de Kent                 | Necăsătorit                                                                  | 23 noiembrie 955 Frome 32 de ani                             |
| Edwy al Angliei (Eadwig) 24 noiembrie 955–959                                      |         | c. 940 Fiul lui Edmund I al Angliei și Ælfgifu de Shaftesbury        | Ælfgifu                                                                      | 1 octombrie 959 19 ani                                       |
| Edgar Pașnicul (Eadgar) 2 octombrie 959–975                                        |         | c. 943 Wessex Fiul lui Edmund I al Angliei și Ælfgifu de Shaftesbury | (1) Æthelflæd c. 960 1 fiu (2) Ælfthryth c. 964 2 copii                      | 8 iulie 975 Winchester 32 de ani                             |
| Sf. Eduard Martirul (Eadweard) 9 iulie 975–978                                     |         | c. 962 Fiul lui Edgar al Angliei și Æthelflæd                        | Necăsătorit                                                                  | 18 martie 978 Castelul Corfe 16 ani (Asasinat)               |
| Ethelred cel Neinspirat (Æþelræd Unræd) 19 martie 978–1013 (prima domnie)          |         | c. 968 Fiul lui Edgar al Angliei și Ælfthryth                        | (1) Ælfgifu de York 991 9 copii (2) Emma de Normandia 1002 3 copii           | 23 aprilie 1016 Londra 48 de ani                             |

## Regi danezi
Anglia a intrat sub dominația regilor danezi în timpul și după domnia lui Ethelred cel Neinspirat.
| Nume                                                         | Portret | Naștere                                                         | Căsătorie                                                       | Deces                                   |
| ------------------------------------------------------------ | ------- | --------------------------------------------------------------- | --------------------------------------------------------------- | --------------------------------------- |
| Svend I al Danemarcei (Svend Tveskæg) 25 decembrie 1013–1014 |         | c. 960 Danemarca Fiul lui Harald Bluetooth și Gyrid Olafsdottir | (1) Gunhild de Wenden c. 990 7 copii (2) Sigrid c. 1000 o fiică | 3 februarie 1014 Gainsborough 54 de ani |

## Casa de Wessex (restaurată, prima dată)
După moartea lui Svend I al Danemarcei, Ethelred al II-lea al Angliei s-a întors din exil și a fost proclamat rege, la 3 februarie 1014. Fiul său l-a urmat la tron după ce a fost ales rege de către cetățenii din Londra și o parte din Witan, în ciuda eforturilor danezilor de a smulge coroana de la saxonii din vest. 
| Nume                                                                        | Portret | Naștere                                                    | Căsătorie                                                          | Deces                                   |
| --------------------------------------------------------------------------- | ------- | ---------------------------------------------------------- | ------------------------------------------------------------------ | --------------------------------------- |
| Ethelred cel Neinspirat (Æþelræd Unræd) 19 martie 1014–1016 (a doua domnie) |         | c. 968 Fiul lui Edgar al Angliei și Ælfthryth              | (1) Ælfgifu de York 991 9 copii (2) Emma de Normandia 1002 3 copii | 23 aprilie 1016 Londra 48 de ani        |
| Edmund Braț-de-Fier (Eadmund) 24 aprilie – 30 noiembrie 1016                |         | c. 990 Fiul lui Ethelred cel Neinspirat și Ælfgifu de York | Ealdgyth 2 copii                                                   | 30 noiembrie 1016 Glastonbury 26 de ani |

## Regi danezi (restaurați)
După bătălia decisivă de la Assandun din 18 octombrie 1016, regele Edmund a semnat un tratat cu Knut, în care toată Anglia, cu excepția regiunii Wessex, era controlată de Knut. După moarea lui Edmund, la 30 noiembrie, Knut a condus tot regatul ca rege unic.
| Nume                                                                | Portret | Naștere                                                      | Căsătorie                                                                  | Deces                                   |
| ------------------------------------------------------------------- | ------- | ------------------------------------------------------------ | -------------------------------------------------------------------------- | --------------------------------------- |
| Knut cel Mare (Knútr) 18 octombrie 1016 – 12 noiembrie 1035         |         | c. 995 Fiul lui Svend I al Danemarcei și Gunhilda a Poloniei | (1) Aelfgifu de Northampton doi copii (2) Emma de Normandia 1017 doi copii | 12 noiembrie 1035 Shaftesbury 40 de ani |
| Harold Picior-de-Iepure (Harald) 13 noiembrie 1035 – 17 martie 1040 |         | c. 1016/7 Fiul lui Knut cel Mare și Ælfgifu de Northampton   | Ælfgifu? 1 copil?                                                          | 17 martie 1040 Oxford 23 sau 24 de ani  |
| Hardeknud (Hardeknud) 17 martie 1040 – 8 iunie 1042                 |         | 1018 Fiul lui Knut cel Mare și Emma de Normandia             | Necăsătorit                                                                | 8 iunie 1042 Lambeth 24 de ani          |

## Casa de Wessex (restaurată, a doua oară)
Dupa Hardeknud, a avut loc o scurta restaurare saxona intre 1042 si 1066, dupa batalia de la Hastings, un punct decisiv în istorie engleză. William I, duce de Normandia a devenit regele Angliei.
| Nume | Portret          | Naștere                                                                                | Căsătorie                                      | Deces                                                   |
| --- | ---------------- | -------------------------------------------------------------------------------------- | ---------------------------------------------- | ------------------------------------------------------- |
| Eduard Confesorul (Eadweard) 9 iunie 1042 – 1066                                                             |                  | c. 1002 Islip, Oxfordshire Fiul lui Ethelred al II-lea al Angliei și Emma de Normandia | Edith de Wessex 23 ianuarie 1045 Nici un copil | 5 ianuarie 1066 Palatul Westminster 64 de ani           |
| Harold Godwinson (Harold Godƿinson) 6 ianuarie – 14 octombrie 1066                                           |                  | c. 1022 Fiul lui Godwin, Conte de Wessex și Gytha Thorkelsdóttir                       | Edith Swannesha                                | 14 octombrie 1066 Hastings 44 de ani (A murit în luptă) |
| Harold Godwinson (Harold Godƿinson) 6 ianuarie – 14 octombrie 1066                                           | Ealdgyth c. 1064 | c. 1022 Fiul lui Godwin, Conte de Wessex și Gytha Thorkelsdóttir                       | Harold, Ulf                                    |                                                         |
| Edgar Atheling (Eadgar Æþeling) 15 octombrie – 17 decembrie 1066 Proclamat dar nu a fost încoronat niciodată |                  | c. 1053 Ungaria Fiul lui Eduard Exilatul și Agatha                                     | Necăsătorit Nici unul                          | c. 1126 73 de ani                                       |

## Dinastia normandă
În 1066, William al II-lea, Duce de Normandia, un vasal al regelui Franței și văr al lui Eduard Confesorul, a invadat și a cucerit Anglia, mutând permanent capitala de la Winchester la Londra. După moartea regelui Harold al II-lea în bătălia decisivă de la Hastings, la 14 octombrie, anglo-saxonii Witenagemot l-au ales pe Edgar ca rege, însă Edgar a fost în imposibilitatea de a rezista invadatorilor și nu a fost niciodată încoronat. William a fost încoronat ca regele William I al Angliei, în ziua de Crăciun a anului 1066, în Catedrala Westminster și este astăzi cunoscut sub numele de William Cuceritorul, William Bastardul sau William I.
| Nume | Portret  | Naștere                                                                   | Căsătorie | Deces |
| --- | -------- | ------------------------------------------------------------------------- | --- | --- |
| William I al Angliei William Bastardul William Cuceritorul (Guillaume le Bâtard) (Guillaume le Conquérant) 25 decembrie 1066–1087 |          | c. 1028 Castelul Falaise Fiul lui Robert I, Duce de Normandia și Herleva  | Matilda de Flandra Catedrala Notre Dame, Normandia 1053 10 copii                                                                             | 9 septembrie 1087 Rouen 59 de ani S-a rănit după ce a căuzt din șa. Îngropat la Catedrala Sain Etienne (Abbaye aux Hommes) de Caen                         |
| William al II-lea al Angliei William Rufus (Guillaume le Roux) 26 septembrie 1087–1100                                            |          | c. 1058 Normandia Fiul lui William I al Angliei și Matilda de Flandra     | Necăsătorit | 2 august 1100 New Forest 42 de ani A fost omorât cu o săgeată                                                                                              |
| Henric I al Angliei Henry Beauclerc (Henri Beauclerc) 5 august 1100–1135                                                          | Henric I | septembrie 1068 Selby Fiul lui William I al Angliei și Matilda de Flandra | (1) Edith a Scoției Catedrala Westminster 11 noiembrie 1100 4 copii (2) Adeliza de Louvain Castelul Windsor 29 ianuarie 1121 nu a avut copii | 1 decembrie 1135 Castelul Lyons-la-Forêt (Saint-Denis-en-Lyons) 67 de ani Aparent de la consumul excesiv de petromizonii. Înmormântat la Catedrala Reading |

## Casa Blois
| Nume                                                                         | Portret | Naștere                                                             | Căsătorie                                    | Deces                                                    |
| ---------------------------------------------------------------------------- | ------- | ------------------------------------------------------------------- | -------------------------------------------- | -------------------------------------------------------- |
| Ștefan al Angliei Ștefan de Blois (Estienne de Blois) 22 decembrie 1135–1154 |         | c. 1096 Blois Fiul lui Ștefan, Conte de Blois și Adela de Normandia | Matilda de Boulogne Westminster 1125 5 copii | 25 octombrie 1154 Castelul Dover 58 de ani, de dysentery |

Pretendenți disputați
Împărăteasa Matilda a fost declarată moștenitoarea prezumtivă a tatălui ei, Henric I, după moartea fratelui său și a fost recunoscută ca atare de către baroni. Cu toate acestea, după moartea lui Henric I, tronul a fost preluat de către vărul Matildei, Ștefan de Blois. Matilda a continuat să fie conducător de facti pentru câteva luni, fiind prima femeie care avea să domnească, însă nu a fost niciodată încoronată și este rareori menționată ca monarh al Angliei.
| Nume                                                                                               | Portret | Naștere                                                                            | Căsătorie | Deces                                                   | Cerere                                       |
| -------------------------------------------------------------------------------------------------- | ------- | ---------------------------------------------------------------------------------- | --- | ------------------------------------------------------- | -------------------------------------------- |
| Matilda Împărăteasa Matilda (Mathilde l'emperesse) 7 aprilie 1141– 1 noiembrie 1141 Titlu disputat | Matilda | 7 februarie 1102 Sutton Courtenay Fiica lui Henric I al Angliei și Edith a Scoției | (1) Henric al V-lea al Sfântului Imperiu Roman Mainz 6 ianuarie 1114 nu au avut copii (2) Geoffrey al V-lea, Conte de Anjou Catedrala Le Mans 22 mai 1128 3 copii | 10 septembrie 1167 Notre Dame du Pré în Rouen 65 de ani | Fiica lui Henry I (A preluat forțat coroana) |

Contele Eustațiu al IV-lea de Boulogne (c 1130 - 17 august 1153) a fost numit co-regent al Angliei de către tatăl său, regele Ștefan, la 6 aprilie 1152, în scopul de a garanta succesiunea la tron (acesta fiind obiceiul în Franța, însă nu și în Anglia). Cu toate acestea, Papa și Biserica nu au fost de acord cu acest lucru, iar Eustațiu nu a fost încoronat. Eustațiu a murit în anul următor la vârsta de 22 de ani, în timp ce tatăl său încă mai trăia.

## Casa de Anjou-Platagenet
Ștefan a ajuns la un acord cu Matilda, în noiembrie 1153, semnând Tratatul de la Wallingford, în care Ștefan îl recunoștea pe Henric, fiul Matildei, ca moștenitor-aparent al tronului în locul propriului său fiu, care murise în august.
În loc ca Angevinii să guverneze printre normanzi, aceștia au condus Aquitania, terenurile care au fost dobândite prin căsătoria lui Henric al II-lea cu Eleanor de Aquitaine, și nu au considerat Anglia ca fiind casa lor primară decât dupa ce majoritatea dintre pământurile lor au fost pierdute de către regele Ioan. Deși dinastia Angevină a avut o guvernare scurtă, descendenții în linia masculină au inclus Casa de Plantagenet, Casa de Lancaster și Casa de York. Angevinii au format blazonul regal al Angliei, arătând ce alte regate dețineau sau au fost revendicate de succesorii lor.
| Nume                                                                                           | Portret   | Naștere                                                                                  | Căsătorie | Deces | Cerere                                            |
| ---------------------------------------------------------------------------------------------- | --------- | ---------------------------------------------------------------------------------------- | --- | --- | ------------------------------------------------- |
| Henric al II-lea Henry Curtmantle (Henri Court-manteau) 19 decembrie 1154–1189                 | Henric II | 5 martie 1133 Le Mans Fiul lui Geoffrey al V-lea de Anjou și Matilda, fiica lui Henric I | Eleanor de Aquitaine Catedrala Bordeaux 18 mai 1152 8 copii                                                                                       | 6 iulie 1189 Chinon 56 de ani. Înmormântat la Catedrala Fontevraud                                                                                               | nepotul lui Henric I (Tratatul de la Wallingford) |
| Henric cel Tânăr (Henri le Jeune Roy) (co-guvernator împreună cu tatăl său) 14 iunie 1170–1183 |           | 28 februarie 1155 fiul lui Henric al II-lea și Eleanor de Aquitaine                      | Margareta a Franței, Regina Ungariei Catedrala Winchester 27 august 1172 un copil                                                                 | 11 iunie 1183 Martel, Limoges 28 de ani. Înmormântat la Catedrala Rouen (Notre-Dame)                                                                             | fiul lui Henric II (Primogenitură)                |
| Richard I Richard I, Inimă-de-Leu (Richard Cœur de Lion) 3 septembrie 1189–1199                |           | 8 septembrie 1157 Palatul Beaumont fiul lui Henric al II-lea și Eleanor de Aquitaine     | Berengaria de Navara Limassol 12 mai 1191 nu a avut copii                                                                                         | 6 aprilie 1199 Chalus 41 de ani. A murit de la o săgeată în umăr care s-a infectat. Înmormântat la Catedrala Rouen                                               | fiul lui Henric II (primogenitură)                |
| Ioan Ioan "Fără de Țară" (Jean sans Terre) 27 mai 1199–1216                                    |           | 24 decembrie 1166 Palatul Beaumont fiul lui Henric al II-lea și Eleanor de Aquitaine     | (1) Isabela de Gloucester Castelul Marlborough 29 august 1189 nu a avut copii (2) Isabella de Angoulême Catedrala Bordeaux 24 august 1200 5 copii | 19 October 1216 Newark-on-Trent 49 de ani. A murit probabil de dizenterie, cauzată de mâncatul piersicilor și băutul vinului. Înmormântat la Catedrala Worcester | Fratele lui Richard I                             |

Pretendenți disputați
Ludovic al VIII-lea al Franței a condus pentru scurt timp jumătate din Anglia, din anul 1216 până în 1217, la încheierea Războiului Primilor Baroni împotriva regelui Ioan. În timp ce mărșăluia spre Londra, el a fost primit în mod deschid de către baronii rebeli și de cetățeni și a fost proclamat rege (deși nu a fost încoronat), la Catedrala St. Paul. Mulți nobili, printre care și Alexandru al II-lea al Scoției, s-au adunat pentru a-i aduce omagii. Cu toate acestea, la semnarea Tratatului de la Lamberth din 1217, Ludovic a recunoscut că el nu a fost niciodată regele legitim al Angliei.

## Casa de Platagenet
Casa de Plantagenet a început efectiv sub Henric al II-lea al Angliei, deși istoricii de astăzi se referă la Henric al II-lea și la fii săi ca fiind Angevini datorită vastului Imperiu continental. Istoricii încep linia Plantageneților de la Henric al III-lea, atunci când regii Plantagenet au devenit mai mult de natură englezească. Casele Lancaster și York sunt ramuri cadet ale Casei Plantagenet.
| Nume                                                                  | Portret                  | Naștere                                                                                       | Căsătorie | Deces                                                                      | Cerere                                                |
| --------------------------------------------------------------------- | ------------------------ | --------------------------------------------------------------------------------------------- | --- | -------------------------------------------------------------------------- | ----------------------------------------------------- |
| Henric al III-lea Henry de Winchester 28 octombrie 1216–1272          | Henric III               | 1 octombrie 1207 Castelul Winchester fiul lui Ioan al Angliei și Isabella de Angoulême        | Eleanora de Provence Catedrala Canterbury 14 ianuarie 1236 5 copii                                                                              | 16 noiembrie 1272 Palatul Westminster 65 de ani                            | fiul lui Ioan al Angliei (primogenitură)              |
| Eduard I Eduard I "Lunganul" 20 noiembrie 1272–1307                   | thumbEdward I of England | 17 iunie 1239 Palatul Westminster fiul lui Henric al III-lea și Eleanora de Provence          | (1) Eleanora de Castilia Catedrala Santa Maria la Real de Huelgas 18 octombrie 1254 16 copii (2) Margareta a Franței 10 septembrie 1299 3 copii | 7 iulie 1307 Burgh de Sands 68 de ani                                      | fiul lui Henric al III-lea al Angliei (primogenitură) |
| Eduard al II-lea Edward de Caernarfon 7 iulie 1307 – 25 ianuarie 1327 |                          | 25 aprilie 1284 Castelul Caernarfon fiul lui Eduard I al Angliei și Eleanora de Castilia      | Isabella a Franței Catedrala Boulogne 25 ianuarie 1308 5 copii                                                                                  | 21 septembrie 1327 Castelul Berkeley 43 de ani (asasinat)                  | fiul lui Eduard I al Angliei (primogenitură)          |
| Eduard al III-lea al Angliei 25 ianuarie 1327–1377                    |                          | 13 noiembrie 1312 Castelul Windsor fiul lui Eduard al II-lea al Angliei și Isabella a Franței | Philippa de Hainault Catedrala York 24 ianuarie 1328 14 copii                                                                                   | 21 iunie 1377 Palatul Sheen 64 de ani                                      | fiul lui Eduard al II-lea (primogenitură)             |
| Richard al II-lea 21 iunie 1377 – 29 septembrie 1399                  |                          | 6 ianuarie 1367 Bordeaux fiul lui Eduard Prințul Negru și Ioana de Kent                       | (1) Anne de Boemia 14 ianuarie 1382 nu a avut copii (2) Isabella de Valois Calais 4 noiembrie 1396 nu a avut copii                              | 14 februarie 1400 Castelul Pontefract 33 de ani, probabil a murit de foame | nepotul lui Eduard al III-lea (primogenitură)         |

### Casa de Lancaster
Aceasta casa este descendentă din cel de-al treilea fiu supraviețuitor al lui Eduard al III-lea, Ioan de Gaunt. Henric al IV-lea a preluat puterea de la Richard al II-lea și l-a strămutat pe următoarul în linie masculină la tron, Edmund Mortimer, un descendent al celui de-al doilea fiu al lui Eduard al III-lea, Lionel de Antwerp.
| Nume                                                                                                | Portret  | Naștere                                                                                           | Căsătorie | Deces                                                 | Cerere                                                                                           |
| --------------------------------------------------------------------------------------------------- | -------- | ------------------------------------------------------------------------------------------------- | --- | ----------------------------------------------------- | ------------------------------------------------------------------------------------------------ |
| Henric al IV-lea Bolingbroke 30 septembrie 1399–1413                                                | Henry IV | 3 aprilie 1366/7 Castelul Bolingbroke fiul lui Ioan de Gaunt și Blanche de Lancaster              | (1) Maria de Bohun Castelul Arundel 27 iulie 1380 7 copii (2) Ioana de Navara Castelul Winchester 7 februarie 1403 nu au avut copii | 20 martie 1413 Catedrala Westminster 45 sau 46 de ani | nepot și moștenitor de sex masculin al lui Eduard al III-lea (uzurpare/ primogenitură parentală) |
| Henric al V-lea Steaua Angliei 20 martie 1413– 1422 Moștenitor și regent al Franței între 1420-1422 | Henry V  | 16 septembrie 1386 or 9 august 1387 Castelul Monmouth fiul lui Henric al IV-lea și Maria de Bohun | Caterina de Valois Catedrala Troyes 2 iunie 1420 un fiu                                                                             | 31 august 1422 Château de Vincennes 35 de ani         | fiul lui Henric al IV-lea (primogenitură parentală)                                              |
| Henric al VI-lea 31 august 1422 – 4 martie 1461 Pretendent al tronul Franței 1422-1453              | Henry VI | 6 decembrie 1421 Castelul Windsor fiul lui Henric al V-lea și Caterina de Valois                  | Margareta de Anjou Catedrala Titchfield 22 aprilie 1445 1 fiu                                                                       | 21 mai 1471 Turnul Londrei 49 de ani                  | fiul lui Henric al V-lea (primogenitură parentală)                                               |

### Casa de York
Casa de York a moștenit numele de la al patrulea supraviețuitor, fiul lui Eduard al III-lea, Edmund, primul Duce de York, însă și-a susținut dreptul la tron prin al doilea fiu supraviețuitor al lui Eduard al III-lea, Lionel de Antwerp. Războiul celor Două Roze (1455 - 1485) a pasat puterea de guvernare între cele două case, Lancaster și York.
| Nume                                              | Portret   | Naștere                                                              | Căsătorie                                             | Deces | Cerere                                                                               |
| ------------------------------------------------- | --------- | -------------------------------------------------------------------- | ----------------------------------------------------- | --- | ------------------------------------------------------------------------------------ |
| Eduard al IV-lea 4 martie 1461 – 2 octombrie 1470 | Edward IV | 28 aprilie 1442 Rouen fiul lui Richard Plantagenet și Cecily Neville | Elizabeta Woodville Grafton Regis 1 mai 1464 10 copii | 9 aprilie 1483 Palatul Westminster 40 de ani (probabil a murit de atac cerebral după ce a răcit în timpul unei partide de pescuit) | Stră-strănepotul lui Eduard al III-lea al Angliei (a capturat coroana/primogenitură) |

### Casa de Lancaster (restaurată)
| Nume                                                 | Portret  | Naștere                                                                                     | Căsătorie                                                     | Deces                                                           | Cerere                                        |
| ---------------------------------------------------- | -------- | ------------------------------------------------------------------------------------------- | ------------------------------------------------------------- | --------------------------------------------------------------- | --------------------------------------------- |
| Henric al VI-lea 30 octombrie 1470 – 11 aprilie 1471 | Henry VI | 6 decembrie 1421 Castelul Windsor fiul lui Henric al V-lea al Angliei și Caterina de Valois | Margareta de Anjou Catedrala Titchfield 22 aprilie 1445 1 fiu | 21 mai 1471 Turnul Londrei 49 de ani (asasinat de frații York). | fiul lui Henric al V-lea (a capturat coroana) |

### Casa de York (restaurată)
| Nume                                                                 | Portret     | Naștere                                                                                  | Căsătorie                                              | Deces | Cerere                                                                               |
| -------------------------------------------------------------------- | ----------- | ---------------------------------------------------------------------------------------- | ------------------------------------------------------ | --- | ------------------------------------------------------------------------------------ |
| Eduard al IV-lea (a doua guvernare) 11 aprilie 1471 – 9 aprilie 1483 | Edward IV   | 28 aprilie 1442 Rouen fiul lui Richard Plantagenet și Cecily Neville                     | Elizabeta Woodville Grafton Regis 1 mai 1464 10 copii  | 9 aprilie 1483 Palatul Westminster 40 de ani (probabil a murit de atac cerebral după ce a răcit în timpul unei partide de pescuit) | Stră-strănepotul lui Eduard al III-lea al Angliei (a capturat coroana/Primogenitură) |
| Eduard al V-lea 9 aprilie – 25 iunie 1483                            | Edward V    | 2 noiembrie 1470 Westminster fiul lui Eduard al IV-lea al Angliei și Elizabeta Woodville | necăsătorit                                            | c. 1483 London în jur de 12 ani (cauza decesului este necunoscută)                                                                 | fiul lui Eduard al IV-lea (primogenitură)                                            |
| Richard al III-lea 26 iunie 1483–1485                                | Richard III | 2 octombrie 1452 Castelul Fotheringhay fiul lui Richard Plantagenet și Cecily Neville    | Anne Neville Catedrala Westminster 12 iulie 1472 1 fiu | 22 august 1485 Bosworth Field 32 de ani (omorât în luptă)                                                                          | Stră-strănepotul lui Eduard al III-lea (Titulus Regius) fratele lui Edward al IV-lea |

## Casa Tudor
Tudorii sunt descendenți din John Beaufort, unul dintre copiii nelegitimi ai lui Ioan de Gaunt (al treilea fiu supraviețuitor al lui Edward al III-lea) conceput cu amanta sa, Katherine Swynford. Cei descendenți din monarhia engleză care aveau copii nelegitimi, în mod normal nu aveau nici o pretenție la tron, însă situația s-a complicat atunci când Gaunt și Swynford s-au căsătorit în cele din urmă în 1396, la 25 de ani de la nașterea lui John Beaufosrt. Având în vedere căsătoria, biserica l-a declarat legitim pe Beaufort printr-o bulă papală emisă în același an. O proclamație ulterioară din partea fiului legitim al lui Ioan de Gaunt, regele Henric al IV-lea, îi recunoștea, de asemenea, legitimitatea lui Beaufort, însă l-a declarat neeligibil ca vreodată să moștenească tronul. Cu toate acestea, cei din familia Beaufort au rămas strâns aliați cu descendenții lui Gaunt, Casa Regală de Lancaster.
Nepoata lui John Beaufort, Lady Margaret Beaufort a fost căsătorită cu Edmund Tudor. Tudor era fiul unui curtean din Țara Galilor, Owain Tewdwr sau Tudur (anglicizat la Owen Tudor) și a Caterinei de Valois, consoarta regelui Henric al V-lea și regina văduvă din Casa Lancaster. Edmund Tudor și frații lui au fost fie nelegitimi, fie produsul unei căsătorii secrete, care își datora averile bunăvoinței fratelui lor vitreg legitim, regele Henric al VI-lea. Atunci când Casa Lancaster a căzut de la putere, Tudorii au preluat guvernarea. Până în secolul al XV-lea, Tudorii erau ultima speranță pentru susținătorii Lancasterilor. Fiul lui Edmund Tudor, regele Henric al VII-lea, după ce l-a învins pe Richard al III-lea in bătălia de la Bosworth Field din 1485, a pus capăt Războiului celor Două Roze.
Odată cu Henric al VIII-lea, care a rupt legătura cu Biserica Romano-Catolică, monarhul devenea șeful suprem al Bisericii Angliei și a Bisericii Irlandei. Titlul Elisabetei I a fost de Guvernator Suprem al Bisericii Angliei.
| Nume                                    | Portret                                                  | Naștere                                                                             | Căsătorie                                                        | Deces                                        | Cerere                                                          |
| --------------------------------------- | -------------------------------------------------------- | ----------------------------------------------------------------------------------- | ---------------------------------------------------------------- | -------------------------------------------- | --------------------------------------------------------------- |
| Henric al VII-lea 22 august 1485–1509   |                                                          | 28 ianuarie 1457 Castelul Pembroke fiul lui Edmund Tudor și Margaret Beaufort       | Elizabeta de York Catedrala Westminster 18 ianuarie 1486 8 copii | 21 aprilie 1509 Palatul Richmond 52 de ani   | Stră-strănepotul lui Eduard al III-lea (caștigat prin cucerire) |
| Henric al VIII-lea 21 aprilie 1509–1547 |                                                          | 28 iunie 1491 Palatul Greenwich fiul lui Henric al VII-lea și Elizabeta de York     | Catherina de Aragon Greenwich 11 iunie 1509 o fiică              | 28 ianuarie 1547 Palatul Whitehall 55 de ani | fiul lui Henric al VII-lea (primogenitură)                      |
| Henric al VIII-lea 21 aprilie 1509–1547 | Anne Boleyn Palatul Westminster 25 ianuarie 1533 o fiică | 28 iunie 1491 Palatul Greenwich fiul lui Henric al VII-lea și Elizabeta de York     |                                                                  | 28 ianuarie 1547 Palatul Whitehall 55 de ani | fiul lui Henric al VII-lea (primogenitură)                      |
| Henric al VIII-lea 21 aprilie 1509–1547 | Jane Seymour Palatul Whitehall 30 mai 1536 un fiu        | 28 iunie 1491 Palatul Greenwich fiul lui Henric al VII-lea și Elizabeta de York     |                                                                  | 28 ianuarie 1547 Palatul Whitehall 55 de ani | fiul lui Henric al VII-lea (primogenitură)                      |
| Henric al VIII-lea 21 aprilie 1509–1547 | Anne de Cleves Palatul Greenwich 6 ianuarie 1540         | 28 iunie 1491 Palatul Greenwich fiul lui Henric al VII-lea și Elizabeta de York     |                                                                  | 28 ianuarie 1547 Palatul Whitehall 55 de ani | fiul lui Henric al VII-lea (primogenitură)                      |
| Henric al VIII-lea 21 aprilie 1509–1547 | Catherine Howard Palatul Hampton Court 28 iulie 1540     | 28 iunie 1491 Palatul Greenwich fiul lui Henric al VII-lea și Elizabeta de York     |                                                                  | 28 ianuarie 1547 Palatul Whitehall 55 de ani | fiul lui Henric al VII-lea (primogenitură)                      |
| Henric al VIII-lea 21 aprilie 1509–1547 | Catherine Parr Palatul Hampton Court 12 iulie 1543       | 28 iunie 1491 Palatul Greenwich fiul lui Henric al VII-lea și Elizabeta de York     |                                                                  | 28 ianuarie 1547 Palatul Whitehall 55 de ani | fiul lui Henric al VII-lea (primogenitură)                      |
| Eduard al VI-lea 28 ianuarie 1547–1553  |                                                          | 12 octombrie 1537 Palatul Hampton Court fiul lui Henric al VIII-lea și Jane Seymour | necăsătorit                                                      | 6 iulie 1553 Palatul Greenwich 15 ani        | fiul lui Henric al VIII.lea (primogenitură)                     |

Pretendenți disputați
Edward al VI-lea a numit-o pe Lady Jane Grey ca moștenitor al său, intervenind ordinea de succesiune stabilită de Parlament în Al Treilea Act de Succesiune. La patru zile după moartea sa, la 6 iulie 1553, Jane a fost proclamată regină, prima din cele trei femei Tudor care era proclamată regină. După doar nouă zile de la proclamarea sa, pe 19 iulie, Consiliul Privat a inversat taberele și a proclamat-o pe sora vitregă a lui Eduard al VI-lea, Lady Mary. Jane a fost executată în 1554, la vârstă de 16. Mulți istorici nu consideră că Jane a fost un monarh legitim. 
| Nume                                 | Portret | Naștere                                                                    | Căsătorie                                                    | Deces                                                | Cerere                                                     |
| ------------------------------------ | ------- | -------------------------------------------------------------------------- | ------------------------------------------------------------ | ---------------------------------------------------- | ---------------------------------------------------------- |
| Jane 10–19 iulie 1553 Titlu disputat |         | octombrie 1537 Bradgate Park fiica lui Henric Grey și Lady Frances Brandon | Lord Guildford Dudley The Strand 21 mai 1553 nu a avut copii | 12 februarie 1554 Turnul Londrei 16 ani (decapitată) | Stră-strănepoată a lui Henric al VII-lea (prin succesiune) |

| Nume                                                  | Portret | Naștere                                                                                 | Căsătorie                                                                                            | Deces                                            | Cerere                                                      |
| ----------------------------------------------------- | ------- | --------------------------------------------------------------------------------------- | --- | ------------------------------------------------ | ----------------------------------------------------------- |
| Maria I 19 iulie 1553–1558                            |         | 18 februarie 1516 Palatul Greenwich fiica lui Henric al VIII-lea și Catherina de Aragon | Filip al II-lea al Spaniei Catedrala Winchester 25 iulie 1554 nu a avut copii                        | 17 noiembrie 1558 Palatul St. James 42 de ani    | fiica lui Henric al VIII-lea (Al Treilea Act de Succesiune) |
| Filip 25 iulie 1554 – 17 noiembrie 1558 (jure uxoris) |         | 21 mai 1527 Valladolid, Spania fiul lui Carol Quintul și Isabella a Portugaliei         | (2) Maria I a Angliei Catedrala Winchester 25 iulie 1554 nu a avut copii alte trei căsătorii 7 copii | 13 septembrie 1598 El Escorial, Spania 71 de ani | soțul Marei I (Prin actul căsătoriei cu regina Maria I)     |

În conformitate cu termenii Tratatului de căsătorie dintre Filip I de Napoli (Filip al II-lea al Spaniei de la 15 ianuarie 1556) și Regina Maria I, Filip avea să se bucure de titlul și onorurile Mariei, atâta timp cât căsătoria celor doi avea să dureze. Toate documentele oficiale, inclusiv actele de Parlament, urmau să fie datate cu ambele nume, iar Parlamentul avea să fie numit sub autoritatea comună a cuplului. Un act al Parlamentului i-a dat titlul de rege, însă Filip a co-guvernat împreună cu soția sa. Din moment ce noul rege al Angliei nu putea citi în engleză, s-a dispus ca fiecare problemă de stat să fie făcută atât în latină cât și în spaniolă. Au fost bătute monede cu capetele Mairiei și a lui Filip, cât și cu stema Angliei (drepata) care indica domnia lor comună. În 1555, Papa Paul al IV-a emis o bulă papală prin care îi recunoștea pe Maria și Filip ca rege și regină de drept a Irlandei.
| Nume                               | Portret | Naștere                                                                         | Căsătorie    | Deces                                     | Cerere                                                      |
| ---------------------------------- | ------- | ------------------------------------------------------------------------------- | ------------ | ----------------------------------------- | ----------------------------------------------------------- |
| Elisabeta I 17 noiembrie 1558–1603 |         | 7 septembrie 1533 Palatul Greenwich fiica lui Henric al VIII-lea și Anne Boleyn | necăsătorită | 24 martie 1603 Palatul Richmond 69 de ani | fiica lui Henric al VIII-lea (Al Treilea Act de Succesiune) |

## Casa Stuart
După moartea Elisabetei I în 1603, fără ca aceasta să aibă copii, vărul ei, Iacob al VI-lea, rege al Scoției, a succedat la tronul englez ca Iacob I, în Uniunea Coroanelor. Iacob a fost descendent din Casa Tudorilor prin străbunica lui, Margareta Tudor, fiica cea mare a lui Henric al VII-lea. În 1604, el a adoptat titlul de rege al Marii Britanii. Cu toate acestea, cele două Parlamente au rămas separate.
| Nume                        | Portret | Naștere                                                                    | Căsătorie                                                              | Deces                                                    | Cerere                                            |
| --------------------------- | ------- | -------------------------------------------------------------------------- | ---------------------------------------------------------------------- | -------------------------------------------------------- | ------------------------------------------------- |
| Iacob I 24 martie 1603–1625 |         | 19 iunie 1566 Castelul Edinburgh fiul lui Henric Stuart și Maria Stuart    | Anne de Denmarca Oslo 23 noiembrie 1589 7 copii                        | 27 martie 1625 Casa Theobalds 58 de ani                  | stră-strănepotul lui Henric al VII-lea al Angliei |
| Carol I 27 martie 1625–1649 |         | 19 noiembrie 1600 Palatul Dunfermline fiul lui Iacob I și Anne de Denmarca | Henrietta Maria a Franței Catedrala St Augustine 13 iunie 1625 9 copii | 30 ianuarie 1649 Palatul Whitehall 48 de ani (decapitat) | fiul lui Iacob I (primogenitură)                  |

### Republică
După executarea lui Carol I și până la restaurarea lui Carol al II-lea, în 1660, Anglia nu a avut nici un monarh domnitor. A fost, formal, o republică (Commonwealth). În schimb, între 1653 și 1660, Oliver Cromwell și Richard Cromwell au deținut puterea ca Lorzi Protectori, în timpul perioadei cunoscute sub numele de Protectorat, până când monarhia a fost restaurată.
| Nume                                                            | Portret                  | Naștere                                                                     | Căsătorie                                              | Deces                                 |
| --------------------------------------------------------------- | ------------------------ | --------------------------------------------------------------------------- | ------------------------------------------------------ | ------------------------------------- |
| Oliver Cromwell Old Ironsides 16 decembrie 1653–1658            | Oliver Cromwell          | 25 aprilie 1599 Huntingdon fiul lui Robert Cromwell și Elizabeta Steward    | Elizabeth Bourchier în St Giles 22 august 1620 9 copii | 3 septembrie 1658 Whitehall 59 de ani |
| Richard Cromwell Tumbledown Dick 3 septembrie 1658 – 7 mai 1659 | Richard Cromwell, c.1650 | 4 octombrie 1626 Huntingdon fiul lui Oliver Cromwell și Elizabeta Bourchier | Dorothy Maijor mai 1649 9 copii                        | 12 iulie 1712 Cheshunt 85 de ani      |

### Casa Stuart (restaurată)
Deși monarhia a fost restaurată în 1660, nu a fost posibilă nici soluționare stabilă până la Revoluția glorioasă din 1688, atunci când Parlamentul a adoptat o lege care interzicea romano-catolicilor să fie succesori la tron.
| Nume                                                                                         | Portret            | Naștere | Căsătorie                                                                                                  | Deces                                                                                             | Cerere                                                                                   |
| -------------------------------------------------------------------------------------------- | ------------------ | --- | --- | ------------------------------------------------------------------------------------------------- | ---------------------------------------------------------------------------------------- |
| Carol al II-lea 1660–1685 Recunoscut din 1649                                                |                    | 29 mai 1630 Palatul St. James fiul lui Carol I și Henrietta Maria a Franței                                      | Catherina de Braganza Portsmouth 21 mai 1662 nici un copil                                                 | 6 februarie 1685 Palatul Whitehall 54 de ani                                                      | fiul lui Carol I ( primogenitură; Restaurarea engleză)                                   |
| Iacob al II-lea 6 februarie 1685 – 23 decembrie 1688 (deposedat)                             |                    | 14 octombrie 1633 Palatul St. James fiul lui Carol I și Henrietta Maria a Franței                                | (1) Anne Hyde Strand, London 3 septembrie 1660 8 copii (2) Maria de Modena Dover 21 noiembrie 1673 7 copii | 16 septembrie 1701 Château de Saint-Germain-en-Laye 67 de ani                                     | fiul lui Carol I (primogenitură)                                                         |
| Maria a II-a 13 februarie 1689–1694                                                          |                    | 30 aprilie 1662 Palatul St. James fiica lui Iacob al II-lea și Anne Hyde                                         | Palatul St. James 4 noiembrie 1677 nu a avut copii                                                         | 28 decembrie 1694 Palatul Kensington 32 de ani                                                    | strănepoata lui Carol I (Revoluția glorioasă\|I s-a oferit coroana de către Parlament]]) |
| William al III-lea William de Orania 13 februarie 1689–1702                                  |                    | 4 noiembrie 1650 Haga fiul lui Wilhelm al II-lea, Prinț de Orania și Mary, Prințesă Regală și Prințesă de Orania | Palatul St. James 4 noiembrie 1677 nu a avut copii                                                         | 8 martie 1702 Palatul Kensington 51 de ani. A murit după ce și-a rupt clavicula, căzând de pe cal | strănepoata lui Carol I (Revoluția glorioasă\|I s-a oferit coroana de către Parlament]]) |
| Anna 8 martie 1702–1 mai 1707 Regină a Marii Britanii și a Irlandei 1 mai 1707–1 august 1714 |                    | 6 februarie 1665 Palatul St. James fiica lui Iacob al II-lea și Anne Hyde                                        | George al Danemarcei Palatul St. James 28 iulie 1683 5 copii                                               | 1 august 1714 Palatul Kensington 49 de ani                                                        | fiica lui Iacob al II-lea (primogenitură; Declarația drepturilor)                        |
| Monarhii dupa 1707                                                                           | Monarhii dupa 1707 | Vezi Listă de suverani din Insulele Britanice                                                                    | Vezi Listă de suverani din Insulele Britanice                                                              | Vezi Listă de suverani din Insulele Britanice                                                     | Vezi Listă de suverani din Insulele Britanice                                            |

## Actul de Uniune din 1707
Actul de Uniune din 1707 a fost o adunare de acte a Parlamentului între anii 1706 și 1707, dintre Parlamentul Angliei și cel al Scoției pentru a pune în aplicare Tratatul Unirii convenit pe 22 iulie 1706. Actele au dus la unirea Regatului Angliei cu Regatul Scoției (state suverane separate, cu legislaturi separate, dar cu același monarh) în Regatul Unit al Marii Britanii.
Cele două țări au avut în comun un monarh timp de aproximativ 100 de ani (de la Uniunea Coroanelor din 1603, când regele Iacob al VI-lea al Scoției a moștenit tronul englez de la verișoara lui primară, Regina Elisabeta I). Deși descris ca o Uniune de coroane, până la 1707 au fost de fapt două coroane separate așezate pe același cap. Au existat trei încercări, în 1606, 1667 și 1689, de a uni cele două țări prin acte ale Parlamentului, dar abia în secolul al XVIII-lea a fost voința ambelor instituții politice de a se uni, chiar daca aveau diferite motive.